# Actinotus novae-zelandiae
Actinotus novae-zelandiae är en växtart i släktet Actinotus och familjen flockblommiga växter. Den beskrevs först av Donald Petrie, och fick sitt nuvarande namn av Donald Petrie 1881.
Arten är en liten buske och återfinns på Sydön i Nya Zeeland.